# SMS Berlin (1903)
«Берлин» (нем. S.M.S. (Seiner Majestät Schiff) Berlin) — третий корабль в серии из семи крейсеров типа «Бремен» флота Германской империи (Кайзерлихмарине). Корабль его величества построен на имперской верфи в г. Данциг. Корпус был заложен в 1902 году, спущен на воду в сентябре 1903 года. В апреле 1905 году вошёл в состав флота Открытого моря. В течение 40-летней службы находился в составе Кайзерлихмарине, Рейхсмарине и Кригсмарине. Был вооружён главной батареей из десяти 105 мм орудий и двумя 450-мм торпедными аппаратами. Мог развивать скорость в 22 узла (41 км/ч).
«Берлин» до 1911 года служил в составе разведывательных сил флота Открытого моря, после чего был отправлен для несения заморской службы. На следующий год он вернулся к разведывательной службе на которой провёл первые два года Первой мировой войны. В 1916 году переоборудован в минный заградитель, а в 1917 году разоружён.
«Берлин» стал одним из шести крейсеров, которых Германии было разрешено оставить согласно условиям Версальского договора. Крейсер нёс службу в составе Рейхсмарине в 1920-х в роли учебного корабля. В 1929 году корабль был снят с активной службы и позднее использовался в роли плавучей казармы Кригсмарине. В этой роли корабль провёл всю Вторую мировую войну. После её завершения, корабль был загружен химическим оружием и затоплен в проливе Скагеррак.

## Конструкция
«Берлин» был заложен по контракту «Ersatz Zieten», корпус был заложен на имперской верфи компании в г. Данциг в 1902, спущен на воду 22 сентября 1903 года, после чего начались работы по достройке корабля. 4 апреля 1905 года корабль вошёл в состав Гохзеефлотте. Был 111,1 м длиной, 13,3 м шириной, имел осадку в 5,51 м, водоизмещение в 3792 т при полной боевой загрузке. Двигательная установка состояла из двух паровых машин тройного расширения, индикаторная мощность составляла 10 тыс. лошадиных сил (7.500 кВт), корабль развивал скорость в 22 узла (41 км/ч). Пар для машины образовывался в десяти угольных водотрубных паровых котлах военно-морского типа. Крейсер мог нести 860 тонн угля, что обеспечивало дальность плавания в 4270 морских миль (7910 км) на скорости в 12 узлов (19 км/ч). Экипаж крейсера состоял из 14 офицеров и 274—287 матросов.
Вооружение крейсера составляли десять 105 мм скорострельных орудий системы SK L/40 на одиночных опорах, Два орудия были размещены рядом на носу, шесть вдоль бортов по три на каждом борту и два бок о бок на корме. Орудия имели прицельную дальность в 12 200 м. Общий боезапас оставлял 1500 выстрелов, по 150 выстрелов на орудие. Помимо артиллерийского вооружения крейсер нёс два 450-мм подводных торпедных аппарата с боезапасом по пять торпед на аппарат. В 1915 году «Берлин» был перестроен и мог нести 80 мин. Корабль был защищён бронепалубой толщиной до 80 мм. Толщина стен рубки составляла 100 мм, орудия были защищены щитами толщиной 50 мм.

## История службы
После ввода в строй «Берлин» вошёл в состав разведывательных сил флота Открытого моря. В 1911 крейсер был отправлен для несения службы на заморских базах. На следующий год корабль в Германию и снова присоединился к разведывательной эскадре крейсеров. В октябре 1913 года крейсер отправился из Германии в Веракрус (с 1915 года), чтобы сменить крейсер «Герта» в Карибском море. В 1915 году крейсер был модернизован, на него было установлено оборудование для перевозки 80 мин. В мае 1916 года он находился в сухом доке и поэтому не принял участия в Ютландском морском сражении происшедшем в конце месяца. В октябре 1916 года «Берлин» был атакован британской подлодкой HMS E38, но её торпеды прошли мимо цели. К концу войны крейсер был разоружён и в дальнейшем использован как корабль береговой обороны, эту роль он исполнял до конца войны в 1918 году.
«Берлин» стал одним из шести крейсеров, которых Германии было разрешено оставить согласно условиям Версальского договора. В 1922 году крейсер начал службу в новосозданном Рейхсмарине в роли учебного корабля. В этом же году на крейсер получил назначение будущий адмирал Вильгельм Канарис и проделал на нём поход в Норвегию в 1923 году. В январе 1924 года «Берлин» провёл расширенное заморское плавание, стал первым германским кораблём ушедшим в заграничный круиз после окончания первой мировой войны. В круизе также принимал участие кадет Рейнхардт Гейдрих. В 1928 году «Берлин» совершил кругосветное путешествие, сделав остановку в Фримантле (Австралия). В 1929 году корабль был снят со службы. В 1935 году «Берлин» использовался Кригсмарине в роли плавучей казармы в Киле. В этой роли корабль провёл всю Вторую мировую войну. После её завершения, корабль был загружён химическим оружием и 31 мая 1947 года затоплен в проливе Скагеррак.